# Traute, Prințesa de Lippe

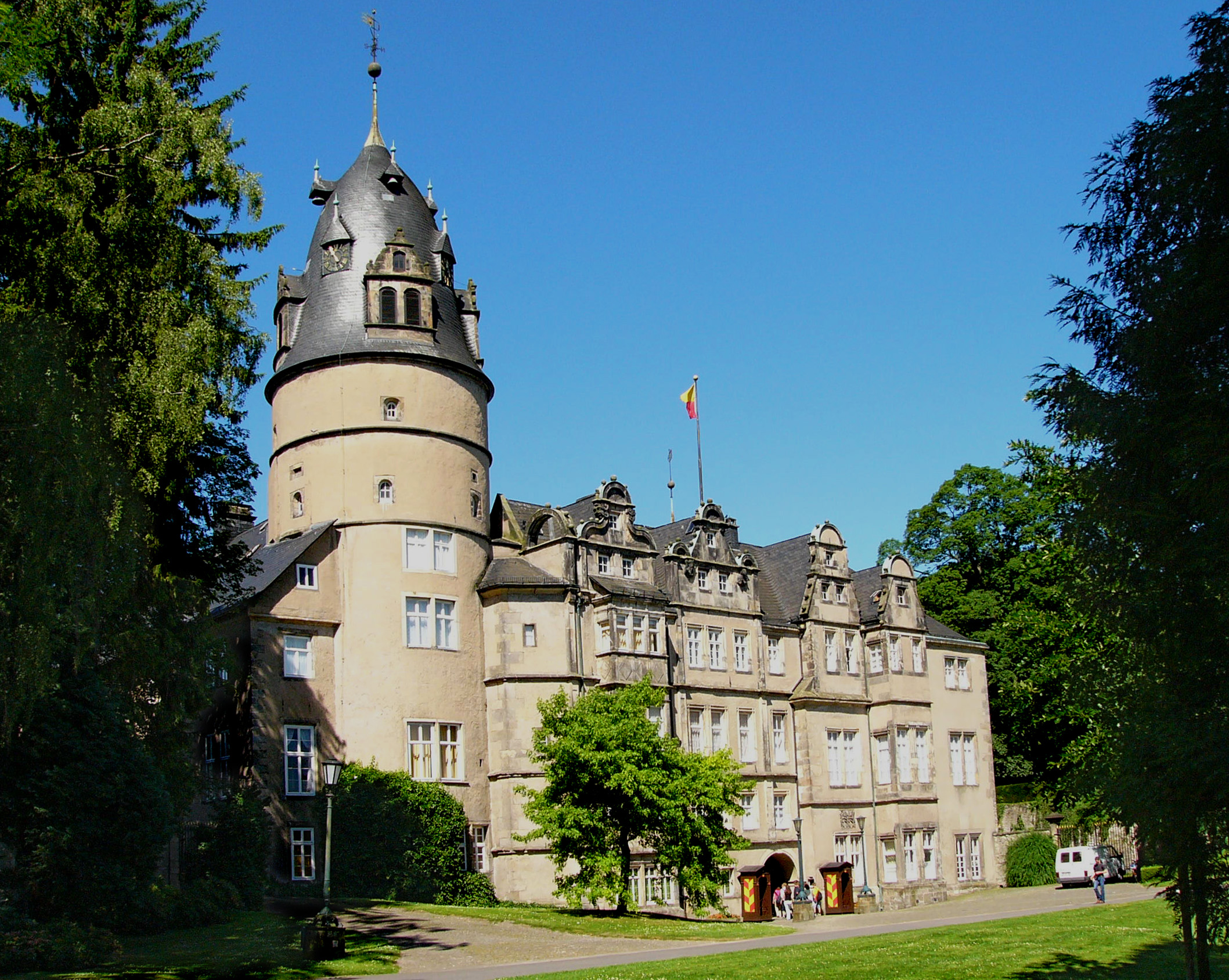
Castelul Detmold în 2005

Doctor Traute, Prințesa de Lippe ( germană Traute Prinzessin zur Lippe pronunție în germană [ˈtʁaʊ̯tə pʁɪnˈt͜sɛsɪn t͜sʊʁ ˈlɪpə] ; n. 16 februarie 1925, Hänigsen⁠(d), Saxonia Inferioară, Germania – d. 25 februarie 2023, Detmold, Renania de Nord-Westfalia, Germania), născută Traute Becker, a fost o filantroapă și bioloagă germană. A fost patrona artelor vizuale, a Fundației Prințesa Pauline, a orașului Detmold și a districtului Lippe.  Ea a fost purtătoarea Crucii Federale de Merit și a primit o Cruce Coroană în aur de la Diakonisches Werk, ca recunoaștere a muncii sale sociale. 
Născută în Hänigsen, Saxonia Inferioară, Traute a fost fiica lui Charlotte Meyer și Gustave Becker.  Ea a obținut un doctorat în biologie.  Traute s-a căsătorit cu Armin, prințul de Lippe, la Göttingen, unde s-au întâlnit pentru prima dată, la 27 martie 1953.   El a fost șeful Casei Princiare din Lippe. 
În 1959, Traute l-a născut pe fiul lor Stephan, prinț de Lippe.    A fost văzută în mod regulat plimbându-se prin Detmold cu Prințul Armin și câinele lor, un terrier scoțian⁠(d), până când Armin a decedat înaintea ei în 2015.   Au fost căsătoriți timp de 62 de ani  și au avut cinci nepoți. 
Prințesa Traute de Lippe a fost membră al consiliului de administrație al Fundației Prințesa Pauline din 1979 până în 2000 și a fost președinte între 1983 și 1995.  De asemenea, a fost membră activă al Lippische Gesellschaft für Kunst.  În 2015, ea a preluat patronajul MS-Kontaktkreis, un grup de sprijin pentru scleroza multiplă, după moartea prințului Armin și a găzduit vizita anuală a acestuia la Castelul Detmold. 
Ea a murit pe 25 februarie 2023, la vârsta de 98 de ani.

## Publicații
- Traute Prinzessin zur Lippe (1991). „Zur Geschichte der Paulinen Anstalt”. Heimatland Lippe (în germană) . (3):81–89.